# Celalzade Mustafa Çelebi
 (décembre 2023).
 Celalzade Mustafa Çelebi  était un chancelier et historien ottoman du XVIe siècle. Il servit sous le règne de Soliman le Magnifique comme nişancı et est considéré comme l’un des administrateurs le plus important de son époque.